# Thylamys sponsorius
Thylamys sponsorius e вид опосум от семейство Didelphidae.

## Географско разпространение
Обитава източните склонове на Андите в северна Аржентина и по южните гранични области на Боливия.

## Морфологични характеристики
Козината е сиво-кафява до тъмно кафява по гърба, изсветлява отстрани, а по корема става кремава.

## Хранене
Консумират основно членестоноги и техните ларви, но също така и плодове, малки гръбначни животни. Видът е нощно животно, което води дървесен начин на живот.